# Aleiodes alafuscus
Aleiodes alafuscus – gatunek błonkówki z rodziny męczelkowatych.

## Taksonomia
Gatunek został opisany w roku 2009 przez Josepha C. Fortiera. Holotyp (samica) został odłowiony 7 kwietnia 1959 przez W. R. M. Masona mieście Navasota w stanie Teksas. Epitet gatunkowy wywodzi się od łacińskich słów ala (skrzydło), oraz fuscus (ciemny) i odnosi się do ciemnych skrzydeł tego gatunku.

## Zasięg występowania
Znany jedynie z lokalizacji typowej Navasota w Hrabstwie Grimes w Teksasie.

## Budowa ciała
Samica
– długość ciała 4,2 mm, rozpiętości przednich skrzydeł 3,1 mm. Przyoczka małe, odległość od oka do bocznego przyoczka wynosi 1,9 jego średnicy. Podstawa żuwaczek szeroka. Pole malarne o długości mniej niż półtorej szerokości podstawy żuwaczek i równej niż połowie średnicy oka. Nadustek o wysokości nieco mniejsza niż wysokość wgłębienia gębowego. Wgłębienie gębowe małe, o średnicy nieco mniejszej szerokości podstawy żuchwy. Żeberko potyliczne nie łączy się na czubku głowy wąską przerwą. Twarz skórzasta. Przód przedplecza w kształcie listwy, jego całość jest podzielona na dwie części przez słabo widoczne bruzdy po bokach. Jest ono skórzaste brzusznie i bocznie i skórzasto-błyszczące grzbietowo – bocznie. Mesoscutum skórzaste. Notaulix bruzdkowane. Mezopleuron z płytką, słabo zaznaczoną bruzdą przedbiodrową, skórzasty, podłużnie bruzdkowany poniżej bruzdy podskrzydłowej. Pozatułów bruzdkowany, opadający stromo w przedniej połowie żeberko środkowe obecne na całej długości. Poerwszy tergit metasomy silnie bruzdkowany, krótki, o szerokości równej dwóch jego długości, tergity drugi i trzeci podłużnie bruzdkowane (drugi silnie). Czwarty tergit grudkowany, silnie wygrzbiecony, przykrywa wszystkie dalsze tergity. Pazurki stopy cienkie. Biodra przedniej pary odnóży delikatnie bruzdkowane bądź grudkowane. W przednim skrzydle żyłka r ma długość 0,65 żyłki 3RSa, zaś żyłka 1CUa ma długość 0,38 żyłki 1CUb. W tylnym skrzydle żyłka RS lekko falista, żyłka 1r-m ma 0,6 długości żyłki 1M, zaś 1M 0,6 długości żyłki M+CU.
Głowa, mezosoma i metasoma żuwaczki i większość odnóży ubarwione żółtopomarańczowo. Czułki czarne. Golenie i stopy środkowych i tylnych nóg brązowe. Skrzydła przydymione. Pterostygma ciemnobrązowa. żyłki czarne bazalnie, dalej stają się miodowobrązowe.
Wygląd samca nieznany.

## Biologia i ekologia
Żywiciele i biologia nie są znane.